# إدوارد إل هول
إدوارد إل هول (بالإنجليزية: Edward L. Hall)‏ مواليد 17 مارس 1872 في نيويورك، كان لاعب كرة مضرب أمريكي. أعلى تصنيف له في الفردي كان المركز الـ 6 في سنة 1893.

## النهائيات

### الوصافة (3)
| السنة | البطولة           | الشريك       | المنافس                   | النتيجة            |
| 1892  | البطولة الأمريكية | فالنتاين هول | أوليفر كامبل بوب هنتنغتون | 6–4, 6–2, 4–6, 6–3 |

## روابط خارجية
- إدوارد إل هول على موقع رابطة محترفي التنس (الإنجليزية)
- إدوارد إل هول على موقع أرشيف التنس.كوم (الإنجليزية)